# Serra de Daró
Serra de Daró est une commune de la province de Gérone, en Catalogne, en Espagne, de la comarque du Baix Empordà.